# Chen Hong (Schriftstellerin)

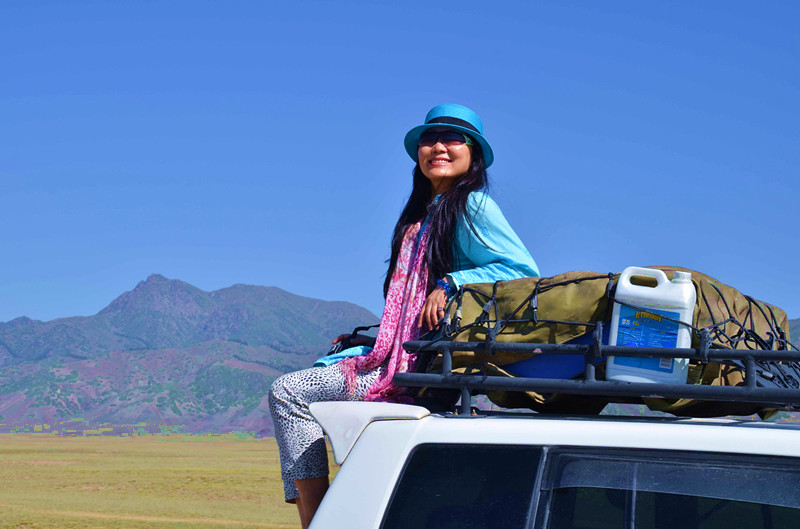
Hong Chen (2011)

Hong Chen (chinesisch 红尘, in traditionellen Zeichen 紅塵; geboren 1966 in Chongqing) ist eine chinesische Schriftstellerin, Journalistin und Professorin für Publizistik.

## Leben
Von 1982 bis 1989 studierte Hong Chen Literatur an der Südwestuniversität in Chongqing, wo sie ihren Master-Abschluss erwarb. Von 1989 bis 2005 arbeitete sie im Bereich Medien als Chefredakteurin von Frauen- und Modezeitschriften. 2006 ging sie für ein Jahr als Gastwissenschaftlerin an die St. Cloud State University in den USA.
Nach ihrer Rückkehr nach Chongqing wurde sie als Professorin für Publizistik an das Institut für Literatur und Journalismus der Chongqinger Universität für Technologie und Wirtschaftswissenschaften berufen. Seit 1989 ist Chen Hong als Autorin tätig, seitdem hat sie acht Werke verfasst.

## Auszeichnungen
- „Durch Tibet“ erhielt die Auszeichnung “Die Hundert besten Reisebücher”
- „Auf dem Weg im Himalaya“ wurde in das Projekt „Chinesische Literatur für die Welt” aufgenommen und erhielt den Preis “die 100 Besten Werke des Jahres 2014, Kategorie Leben“.

## Hauptwerke

### Essay-Sammlungen
- Der Rote lackierte Papierschirm«红油纸伞», Sichuan Literature and Art Publishing House, 1995
- Die Rote Seidenlaterne,«红绢灯笼», Henan People’s Press, 2000

### Reiseliteratur und Landeskunde
- On the Road: America «在路上：美国大学生活图本» Shaanxi Normal University Publishing House, 2008, ISBN 978-7-5613-4119-3
- Der Duft Nepals «尼泊尔的香气», Beijing Friendship Publishing Corp., 2010, ISBN 978-7-5057-2537-9
- Der Yoga Code im Heiligen Land Indien «印度瑜伽圣地密码», Hunan Science and Technology Press, 2010, ISBN 978-7-5357-6403-4
- Durch Tibet «越野越西藏», China Culture Travel Press, 2013, ISBN 978-7-5032-4577-0
- Durch Xinjiang «越野越新疆», China Culture Travel Press, 2013, ISBN 978-7-5032-4608-1
- Auf dem Weg im Himalaya «徒步喜马拉雅极地 与你相遇», China Translation and Publishing Cooperation, 2014, ISBN 978-7-5001-3713-9
- Incense for Buddha «梵香», Sichuan Literature and Art Publishing House, 2018, ISBN 978-7-5411-4771-5